# Klopstockhaus

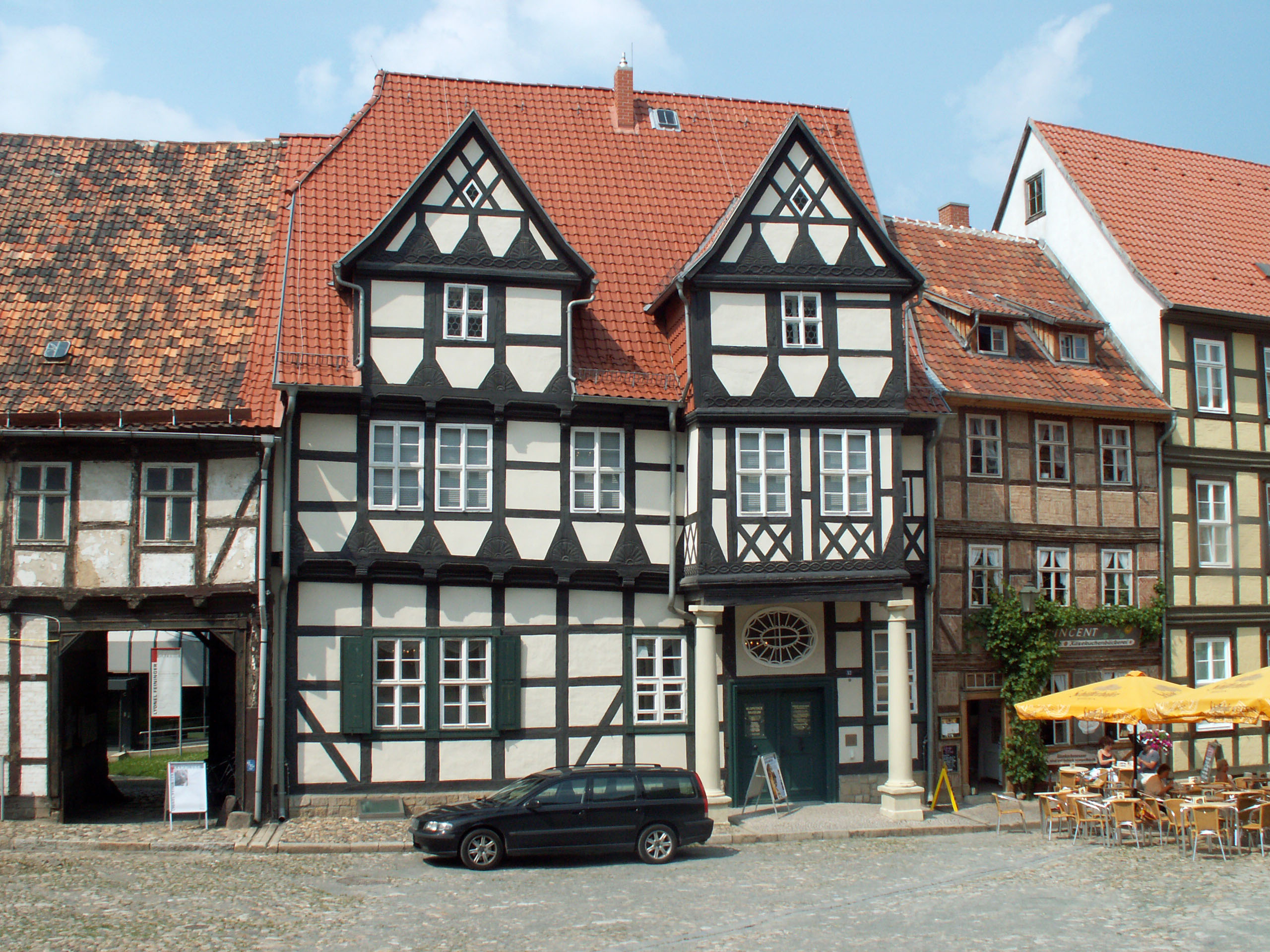
Klopstockhaus, 2007

Das Klopstockhaus der Städtischen Museen Quedlinburg ist das Geburtshaus des Dichters Friedrich Gottlieb Klopstock, eines der Begründer der klassischen deutschen Literatur. Seinerzeit wurde er häufiger gelesen als seine Zeitgenossen Goethe und Schiller. Heute enthält das Klopstockhaus ein Literaturmuseum, das über Klopstocks Leben und Werk, aber auch über andere Quedlinburger Persönlichkeiten informiert. Das Haus ist im Quedlinburger Denkmalverzeichnis eingetragen. An das Museum angeschlossen sind eine Bibliothek und ein Archiv. Unmittelbar östlich grenzt das gleichfalls denkmalgeschützte Haus Schlossberg 13 an. Am westlichen Ende des Gartens befindet sich der Pavillon des Klopstockhauses.

## Geschichte des Klopstockhauses und des Museums

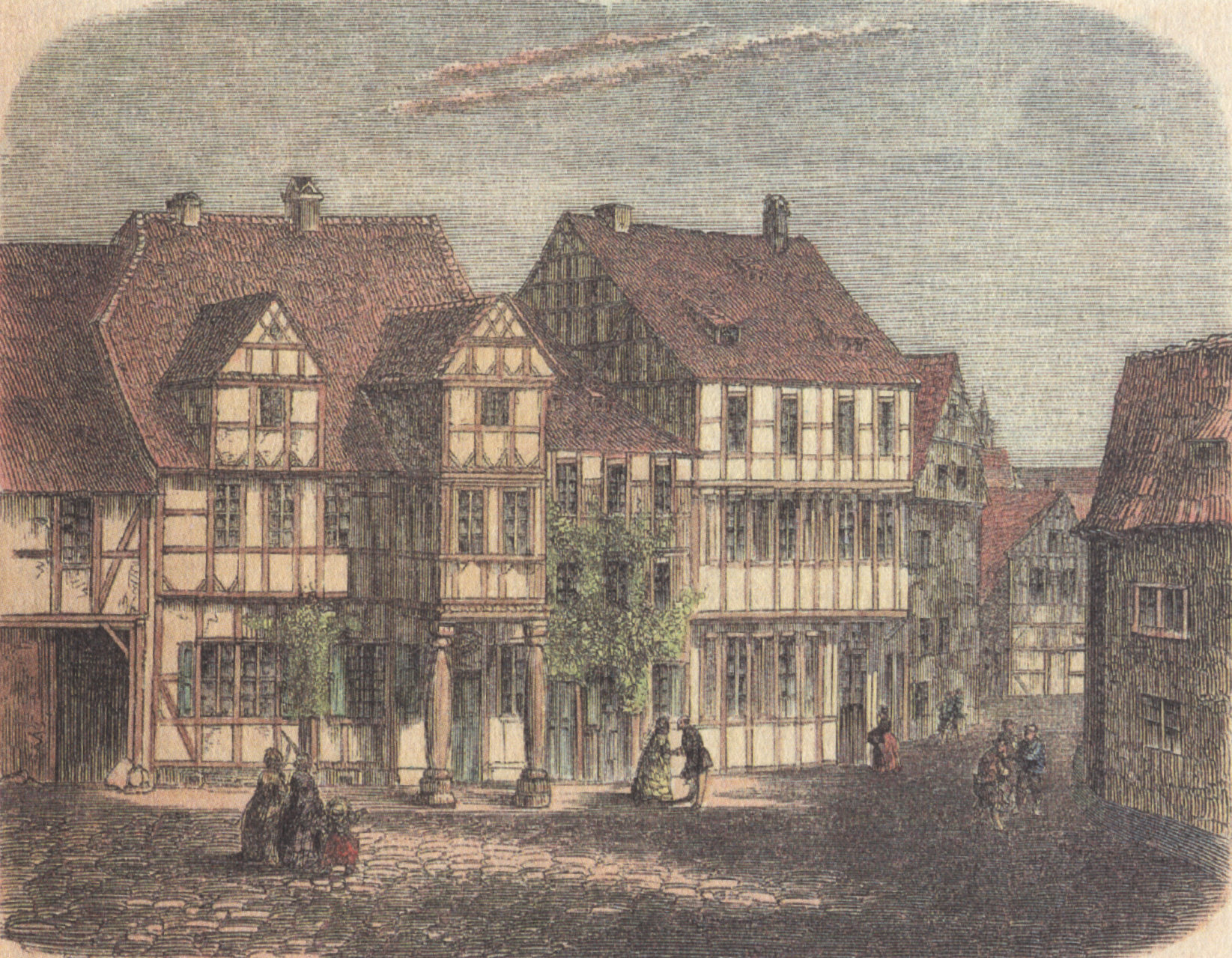
Kolorierte Zeichnung des Klopstockhauses aus der Zeit um 1840

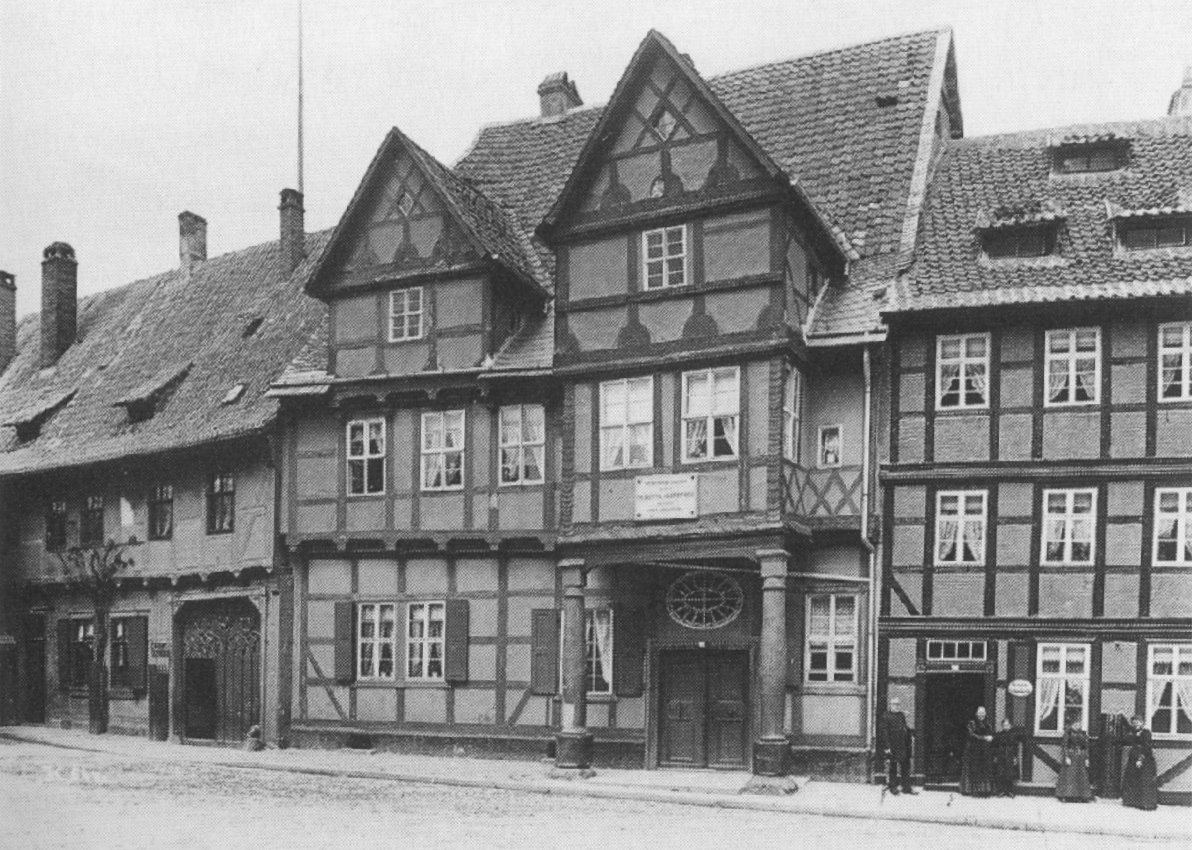
Klopstockhaus in der Zeit um 1900

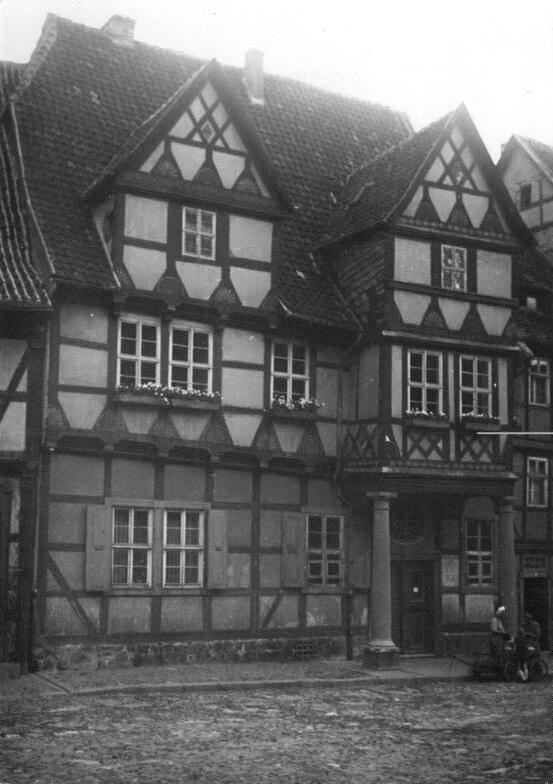
Klopstockhaus im Jahr 1952

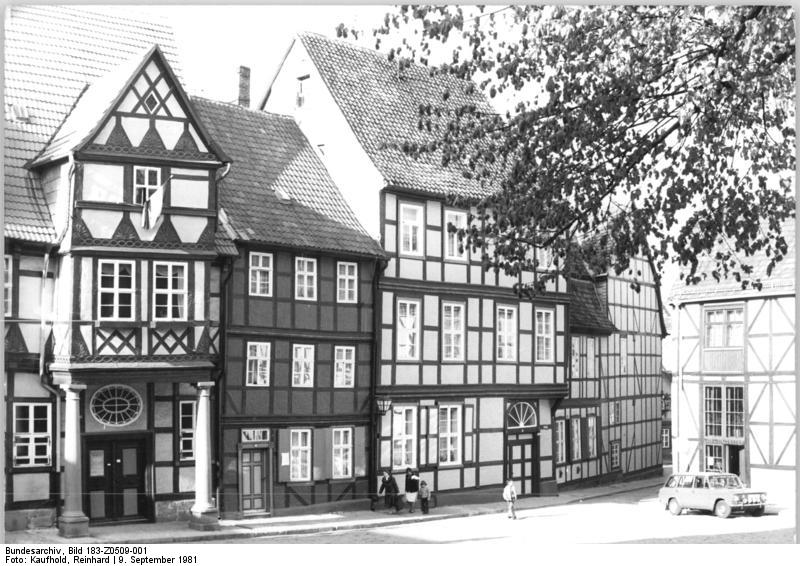
Häuser am Platz Finkenherd mit dem Klopstockhaus, 1981

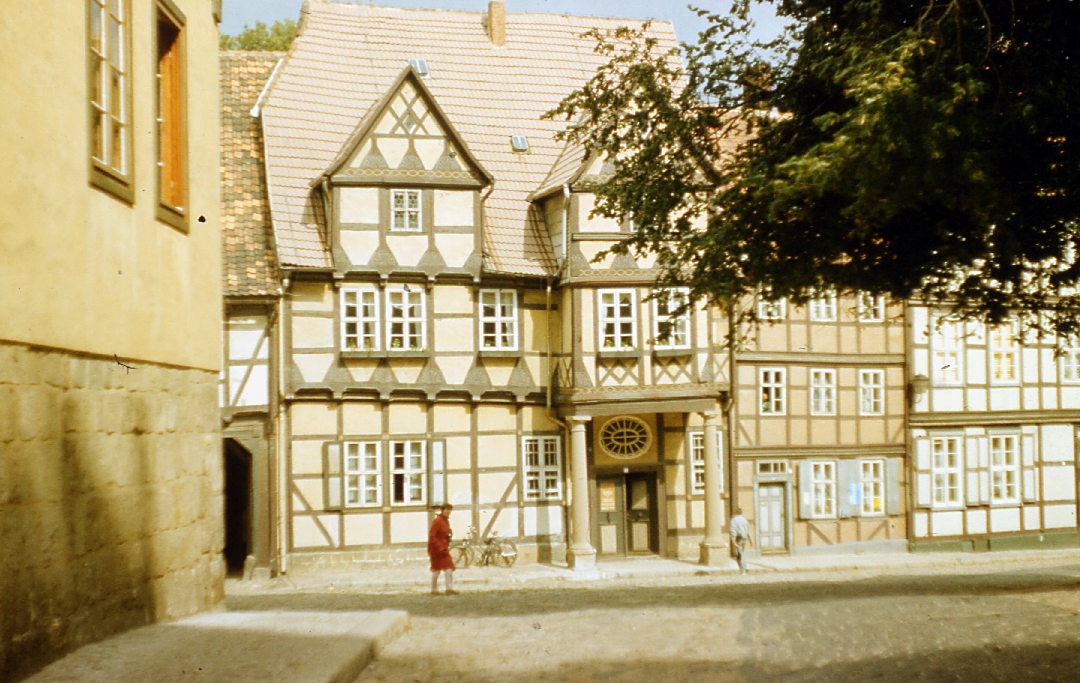
1986

Für das Mittelalter ist für das Gelände eine Bebauung und Funktion als Vorburganlage anzunehmen. Die drei tonnengewölbten Keller des Spätmittelalters, die in ihrer Lage nicht mit dem Hausgrundriss übereinstimmen, stammen aus älteren Bebauungsphasen als das darübergesetzte Fachwerkhaus. Um 1560 wurde das Haus im niedersächsischen Fachwerkstil erbaut, gestaltet mit Fächersonnen, doppelten Schiffskehlen und Flechtband. Der Erker über dem Eingang wurde nachträglich auf zwei Stockwerke erweitert und von zwei Säulen abgestützt.
1702 erwarb der Großvater des Dichters, Karl Otto Klopstock, das Haus, in dem 1724 Friedrich Gottlieb Klopstock geboren wurde. Nach dem Tod von Klopstocks verwitweter Schwester musste das Haus 1809 schuldenhalber verkauft werden. Erworben wurde es von dem Hauptmanneisekretär Johann Georg Karl Klopstock, der dem Quedlinburg-Altstädter Zweig der Familie entstammte. Als nächster Besitzer erwarb es 1817 der Lohgerber Heinrich Andreas Bosse, 1836 dann der Bäckermeister Andreas Heinrich Becker, der es bereits 1839 an den Quedlinburger Maler und Zeichenlehrer Wilhelm Steuerwaldt verkaufte. In der nachfolgenden Zeit entstanden einige Ölgemälde mit Innen- und Außenansichten des Klopstockhauses. 1867 erwarb der Samenhändler Heinrich Frühauf das Haus.
Durch materielle Hilfe des Klopstockvereins konnte schließlich 1897 die Stadt Quedlinburg das Klopstockhaus ankaufen. Es folgte der Um- und Ausbau zum Museum, das 1899 zum 175. Geburtstag des Dichters der Öffentlichkeit übergeben wurde. Wegen Umbauten im Quedlinburger Rathaus fand zunächst auch die städtische Bildersammlung Aufnahme im Klopstockhaus. Im Erkerzimmer und Messiaszimmer waren die Klopstockausstellung und die Bibliothek untergebracht, in den anderen Räumen des Obergeschosses wurden Ausstellungen zu weiteren Quedlinburger Persönlichkeiten eingerichtet. Anlässlich von Klopstocks 200. Geburtstag 1924 wurden die Innenausstattung und die Ausstellungspräsentation erneuert, 1929 erfolgte eine weitere Neuordnung, da etliche Exponate aus dem Klopstockmuseum ins Schlossmuseum übergingen, nachdem dieses als Heimatmuseum eröffnet worden war.
Im Zweiten Weltkrieg wurde die Sammlung in die Altenburghöhlen am Stadtrand ausgelagert. Bei der Rückführung nach dem Krieg wurden mehrere Verluste registriert, darunter Klopstocks Siegelring. 1946 wurde das Klopstockmuseum wiedereröffnet. Zum 150. Todestag 1953 wurde die Sammlung noch einmal neugestaltet. Als 1959 durch Rückgewinnung von Wohnräumen die Ausstellungsfläche erweitert werden konnte, war auch die Wiedereinrichtung der Ausstellungen über berühmte Quedlinburger möglich geworden. Anlässlich des 250. Geburtstages der ersten deutschen Ärztin, Dorothea Christiane Erxleben, wurde 1965 das Erxleben-Zimmer im Klopstockhaus eingerichtet. 1974 erfolgte zu Klopstocks 250. Geburtstag eine grundlegende Neugestaltung des Klopstockmuseums durch die Nationalen Forschungs- und Gedenkstätten der klassischen deutschen Literatur in Weimar (heute: Stiftung Weimarer Klassik). Alle Räume des Obergeschosses wurden nun für die Klopstock-Ausstellung genutzt, während die Ausstellungen über die Quedlinburger Persönlichkeiten vorübergehend ins Schlossmuseum verlegt wurden. Sie konnten erst, als in den 1980er Jahren die letzten Wohnräume im Zwischengeschoss freiwurden, ins Klopstockhaus zurückkehren. 1995 begann die Stadt mit der Gesamtsanierung des Gebäudes. Durch den Ausbau des Bodengeschosses konnten die Funktionsräume dorthin verlegt werden, und die Neugestaltung des Museums erfolgte nun unter Einbeziehung aller im Erdgeschoss, Zwischengeschoss und Obergeschoss befindlichen Räume. Der tonnengewölbte Keller wurde als Vortragsraum eingerichtet. 1999 wurde das Klopstockmuseums zum 275. Geburtstag des Dichters und zum hundertjährigen Museumsjubiläum wiedereröffnet.

## Die Ausstellungen im Klopstockhaus
Das Literatur- und Memorialmuseum für Klopstock umfasst alle Räume im ersten Stock. Im Erdgeschoss, neben der Eingangshalle, wird in einem Raum über die Klopstockvereine berichtet. Die Klopstockausstellung gliedert sich in folgende Abschnitte:
- Familie und Kindheit
- Fürstenschule Pforta
- Studium in Jena und Leipzig
- Beschäftigung mit Leibnitz‘ Philosophie
- Literaturstreit
- Die Bremer Beiträge
- Existenzsicherung
- Klopstocks Lyrik
- Lehrling der Griechen
- Freundschaft
- Liebe
- Natur
- Politische Anschauungen
- Messias-Erstdruck in den Bremer Beiträgen
- Der Messias – die verschiedenen Ausgaben
- Messias-Übersetzungen
- Vertonungen von Klopstocks Werken
- Klopstocks Zeit in Dänemark
- Schriften zur Grammatik und Rechtschreibungsreform
- Dramen
- Wiener Plan – Die deutsche Gelehrtenrepublik
- Aufenthalt in Karlsruhe
- Politische Gedichte – Klopstocks Verhältnis zur Französischen Revolution
- Die Französische Revolution im Urteil von Klopstocks Zeitgenossen
- Tod und Begräbnis
- Klopstock im Urteil der Zeit
- Klopstocks Leistung
- Klopstocks Wirkung in der Gegenwart – Hamburger Klopstock-Ausgabe
- Gegenwärtiges dichterisches Schaffen und der Bezug zu Klopstock

Außerdem beherbergt das Klopstockhaus Ausstellungen über berühmte Quedlinburger Persönlichkeiten. Neben Dorothea Christiane Erxleben, die erste deutsche promovierte Ärztin, auch über Johann Christoph Friedrich GutsMuths, den philanthropischen Pädagogen und Verfechter des Sportunterrichts, und über Carl Ritter, den Begründer der wissenschaftlichen Geographie. Im Zwischengeschoss wurde ein Sonderausstellungsraum geschaffen, in dem die Städtischen Museen jeweils im Wechsel Teile ihrer umfangreichen Sammlung zu Wilhelm Steuerwaldt, einem Quedlinburger Maler der Romantik, präsentieren können.

## Das Projekt „Klopstock! in 7Minuten“
Seit Dezember 2017 wird das Klopstockhaus mit dem neuen kulturellen Vermittlungsformat „Klopstock! in 7 Minuten“ zu verschiedenen Anlässen wie dem Quedlinburger „Advent in den Höfen“, dem Internationalen Museumstag oder Tag des offenen Denkmals bespielt. Ziel dieses Formats ist die Wiederbelebung des Klopstockhauses, welches seit der Verabschiedung der bisherigen Kustodin Brigitte Meixner in den Ruhestand im Jahr 2010 nicht mehr museumspädagogisch betreut wird. Initiiert wurde das Projekt durch das literaturwissenschaftliche Seminar „Klopstock!“ am Germanistischen Institut der Martin-Luther-Universität Halle-Wittenberg im Wintersemester 2016/2017, welches von Dr. Christiane Holm und Dr. Christian Soboth betreut wurde. Dabei erarbeiteten die teilnehmenden Studierende fünf siebenminütige Themenblöcke, die pointiert über und aus dem Leben und dem Werk Klopstocks berichten und am 04. und 11. Dezember 2016 zum Quedlinburger „Advent in den Höfen 2016“ unter dem Motto „Klopstock! Schlittschuhläufer, Sprachartist, Quedlinburger“ erstmals aufgeführt wurden: „Der Liebende“, „Der Eisläufer“, „Das Genie“, „Der Kulturpolitiker“ und „Der Nacktbader“. 2017 wurde das Programm durch drei weitere Themenblöcke erweitert: „Der Himmelsstürmer“, „Der Störenfried“ und „Der Weintrinker“.
2017 wurden die bislang acht erarbeiteten Themenblöcke zum Internationalen Museumstag (21. Mai 2017, Quedlinburg, Motto: „Frühlingszeremonie im Klopstockhaus“), zum Internationalen Tag der Freundschaft (30. Juli 2017, Quedlinburg, Motto: „Sommerfrische im Klopstockhaus“), am Vortag des Tag des offenen Denkmals (9. September 2017, Quedlinburg, Motto: „Erntezeit im Klopstockhaus“), zu den Landesliteraturtagen des Landes Sachsen-Anhalts (15.–18. Oktober 2017, Halle (Saale), Motto der Landesliteraturtage: „Sprache – Dichtung – Politik: Klopstock-Literaturtage“) und zum Quedlinburger „Advent in den Höfen 2017“ präsentiert.
Über das Projekt wurde seit den erfolgreichen ersten Präsentationen immer wieder in der Mitteldeutschen Zeitung berichtet.
Ende 2016 wurde das neue Format durch eine gemeinschaftliche Produktion von kurzen Radiobeiträgen der Studierenden zusammen mit MDR Kultur begleitend ergänzt. In der MDR Kultur Themenwoche „Die Erfindung des schönen Winters“ wurden Beiträge zu den Themen „Wie der Eislauf nach Mitteldeutschland kam“, „Die Ode an den Kamin“, „Vom Glitzern im empfindsamen Brief“, „Das Genie friert? Der Punsch hilft!“ und „Muff und Kufe – Eleganz auf dem Eis“ Anfang Januar 2017 ausgestrahlt.

## Der Klopstockverein
Dieser Verein, 1872 in Quedlinburg gegründet, verstand sich als Verein zur Erhaltung der Schriften Klopstocks. Seine Aufgaben waren: Sammlung des noch vorhandenen handschriftlichen Nachlasses Klopstocks in Originalen oder in zuverlässigen Abschriften, Sammlung aller Gesamt- und Einzelausgaben seiner Werke, Sammlung aller Äußerungen über Klopstock in der nationalen und internationalen Literatur. Mit Förderung und Unterstützung des Klopstockvereins konnte 1889 im Göschen Verlag die zweibändige kritisch-historische Ausgabe der Oden Klopstocks, herausgegeben von Jaro Pawel und Franz Muncker, erscheinen. Als der Verein seine Aufgaben als erfüllt ansah, wurde die inzwischen recht ansehnliche Klopstocksammlung 1896 der Stadt Quedlinburg übergeben. Diese übernahm die Verpflichtung zur Weiterführung und Popularisierung der Klopstocksammlung. Ein wichtiger Schritt dafür war die Einrichtung des Klopstockmuseums im Geburtshaus des Dichters.